# Krampus Expédition
Krampus Expédition is een waterachtbaan in het Franse pretpark Nigloland, gebouwd door Mack Rides in 2021.

## Locatie
Krampus Expédition is gelegen naast Alpina Blitz in Village Suisse, het Zwitserse gedeelte van het park. De waterachtbaan is gethematiseerd rond Krampus, een beestachtige demon uit de folklore van de Alpen-regio's.

## Treinen
Krampus Expédition heeft zes boten. Er zijn vier rijen waar per rij twee personen kunnen zitten, hierdoor kunnen er acht personen in één boot.